# Perdrix noire
Melanoperdix niger
Genre
Espèce
Statut de conservation UICN

 VU A2c+3c+4c : Vulnérable
La Perdrix noire (Melanoperdix niger) est une espèce d'oiseaux de la famille des Phasianidae.

## Distribution
Sud de la Péninsule malaise, Sumatra, Bornéo.

## Sous-espèces
- M. n. niger (Vigors, 1829), forme nominative, se rencontre en Malaisie et à Sumatra.
- M. n. borneensis Rothschild, 1917 est la sous-espèce de Bornéo qui diffère très peu de la forme nominale.

## Habitat
La perdrix noire affectionne les forêts primaires ou secondaires âgées, à canopée dense, occupant les sols alluviaux (Davison 1980, Wells 1999), et même marécageux, souvent en bordure des fleuves. Elle a aussi été observée dans d’épaisses et hautes jungles de bambous. En Malaisie, l’exploitation forestière favorise l’installation d’un petit palmier épineux Eugeissona tristis dont le couvert serait prisé par la perdrix noire (Wells 1999).

## Mœurs
C’est un oiseau timide qui n’a été que rarement observé, vivant souvent seul ou en couple. Il se laisse approcher à quelques mètres, tapi dans la végétation au sol, puis détale en courant et en se faufilant dans le sous bois. Son alimentation n’est pas connue mais la forme du bec suggère que cette perdrix se nourrit, au moins partiellement, de graines ou de fruits à coque dure (Hennache & Ottaviani 2011).

## Voix
Le chant n’est pas connu. Robinson & Chasen (1936) l’ont décrit comme un sifflement formé d’une double note, analogue au chant du Rouloul, mais ceci demande confirmation, d’autant plus que Batchelor (in Wells 1999) parle d’un grincement analogue au bruit d’une vieille porte que l’on ouvre.

## Nidification
Les périodes présumées de nidification reposent sur les découvertes de quelques nids : trois nids de cinq œufs en septembre dans le nord de Bornéo (Robinson & Chasen 1936). Des poussins ont été collectés en Malaisie à Pondok Tanjung fin août (Wells 1999).
Statut, conservation
Cette espèce est classée comme «vulnérable » par l’UICN.
La menace principale provient de la disparition et de la fragmentation de l’habitat à la suite de l’exploitation industrielle des grandes forêts primaires, peu à peu remplacées par des plantations d’hévéas et de palmiers à huile. Cette destruction est extrêmement rapide ; entre 1985 et 1997, le Kalimatan a perdu presque 25 % de sa surface forestière, et depuis 1985 Sumatra en a perdu 30 %. De plus, les grands incendies de la dernière décennie ont probablement eu un impact non négligeable, difficile à évaluer aujourd’hui.
La perdrix noire se rencontre dans quelques zones protégées : Taman Negara, la Reserve de Krau et la réserve forestière de Pasoh (Péninsule Malaise), le parc national de Kinabalu (Sabah), le parc national de Gunung Mulu (Sarawak), le parc national de Tanjung Puting et la réserve de Gunung Palung (Kalimantan), et la réserve de Berbak (Sumatra).
Toutefois, des programmes de conservation ne pourront être mis en place qu’après avoir mené des recherches approfondies sur l’écologie et la biologie de cette espèce. Il faudra alors identifier les zones d’habitat encore utilisables pour elle et proposer, éventuellement, de nouvelles zones protégées (Hennache & Ottaviani 2011).